# Stephen Crabb
Stephen Crabb (ur. 20 stycznia 1973 w Inverness) – brytyjski polityk, członek Partii Konserwatywnej. Od 2005 do 2024 poseł do Izby Gmin, od 2014 do 2016 minister ds. Walii, zaś w 2016 – minister pracy i emerytur.

## Życiorys

### Młodość
Urodził się w Szkocji jako dziecko szkocko-walijskiego małżeństwa. Jego rodzice szybko się rozstali i wraz z dwoma braćmi był wychowywany tylko przez matkę w jej rodzinnej Walii. Uzyskał licencjat z nauk politycznych na University of Bristol, a następnie MBA na University of London. Od 1998 pracował w londyńskim City.

### Kariera polityczna
W 2005 został członkiem Izby Gmin z okręgu wyborczego Preseli Pembrokeshire w południowo-zachodniej Walii. Był najmłodszym spośród konserwatywnych posłów, którzy po raz pierwszy uzyskali w tych wyborach mandat parlamentarny. Uzyskiwał reelekcje z tego okręgu w latach: 2010, 2015, 2017 i 2019. W 2012 został jednym z Lordów Skarbu oraz parlamentarnym podsekretarzem stanu w ministerstwie ds. Walii. W czasie rekonstrukcji rządu w lipcu 2014 został awansowany na szefa tego resortu i zarazem członka gabinetu. Jego nominacja została ciepło przyjęta przez pierwszego ministra Walii Carwyna Jonesa, który miał nie najlepsze stosunki z jego poprzednikiem Davidem Jonesem. Został również uznany za pierwszego konserwatywnego członka gabinetu noszącego brodę od ponad stu lat. Utrzymał się na swoim stanowisku również po wyborach w 2015 roku. Zajmował je do 19 marca 2016, gdy zastąpił Iaina Duncana Smitha na urzędzie ministra pracy i emerytur. Latem 2016, po rezygnacji Davida Camerona z przywództwa Partii Konserwatywnej, ubiegał się o stanowisko jej lidera. W pierwszej turze głosowania, przeprowadzonego wśród członków frakcji parlamentarnej, zajął 4. miejsce wśród pięciorga kandydatów. Wycofał się wyborów i poparł kandydaturę Theresy May. Następnie odmówił wejścia w skład formowanego przez nią gabinetu. Bez powodzenia kandydował w wyborach parlamentarnych w 2024.

## Życie prywatne
Jest żonaty i ma dwoje dzieci.